# سانبتسوشو
سانبتسوشو (به ژاپنی: 三別抄) سازمان نظامی پادشاهی کره بود. همچنین به عنوان سپاه خصوصی رژیم نظامی گوریو بعضی اوقات در اختیار شخصی قرار می‌گرفت که قدرت را در دست داشت و به عنوان یک نیرو مسلح برای ترور دشمنان سیاسی و کودتا مورد استفاده قرار می‌گرفت. در هنگام حمله مغول به کره به یک ارتش ملی واقعی تبدیل شد.
سان بتسو شو به معنای نیروهای ویژه انتخاب شده بود و از یگان ویژه شب که برای جلوگیری از سرقت و تأمین امنیت در زمان شب در پایتخت تأسیس شده بود، نشات گرفته‌بود. این یگان سپس به دو واحد تقسیم شد، واحد ویژه چپ و واحد ویژه راست.
بعداً وقتی تعدادی از سربازان توسط مغولان به اسارت درآمدند و متعاقباً فرار کردند، آنها واحد سوم را تشکیل دادند و این سه واحد به‌طور جمعی به عنوان سانبتسوشو شناخته شدند. سانبتسوشو هم عملکردهای پلیس و هم ارتش را انجام می‌داد اما سانبتسوشو در عین حال ارتش خصوصی خانواده چو نیز بود. سانبتسوشو با فروپاشی رژیم نظامی چو، منحل شد. سانبتسوشو در سال ۱۲۷۰ کودتا کرد تا در مقابل جاه‌طلبی شدید دولت اعتراض کند. سانبتسوشو توسط اتحاد گوریو-مغول در سال ۱۲۷۳ نابود شد.